# 小トゥッリア
小トゥッリア（ラテン語: Tullia Minor、生没年不詳）は、ローマ史上の半伝説的人物である。彼女は王政ローマ最後の王妃であり、 六代目セルウィウス・トゥッリウス王の末の娘で、後に七代目となるルキウス・タルクィニウス・スペルブスの妻となった。彼女は夫と共謀し、父王を殺害して夫を王位につけるべく計らった。この事から、彼女は古代ローマでも悪名高い人物となっている。

## 家族と結婚
六代目セルウィウス王には二人の娘がおり、小トゥッリアは末娘であるが、ローマの慣習では娘達はどちらも父親の氏族名の女性形であるトゥッリアと呼ばれていた。
セルウィウス王は二人の娘を、先代のルキウス・タルクィニウス・プリスクス王の二人の息子、ルキウスとアッルンスに娶せようとした。リウィウスによれば、末娘の方が気性が激しかったのだが、兄弟でも穏やかな方のアッルンスと結婚した。 しかし似た者同士の若い小トゥッリアとルキウスはお互い惹かれ合い、小トゥッリアはルキウスに大胆な事を持ちかけ、共謀してお互いの兄弟を殺害するや否や、 すぐに一緒になってしまった。

## セルウィウス王の殺害と遺棄

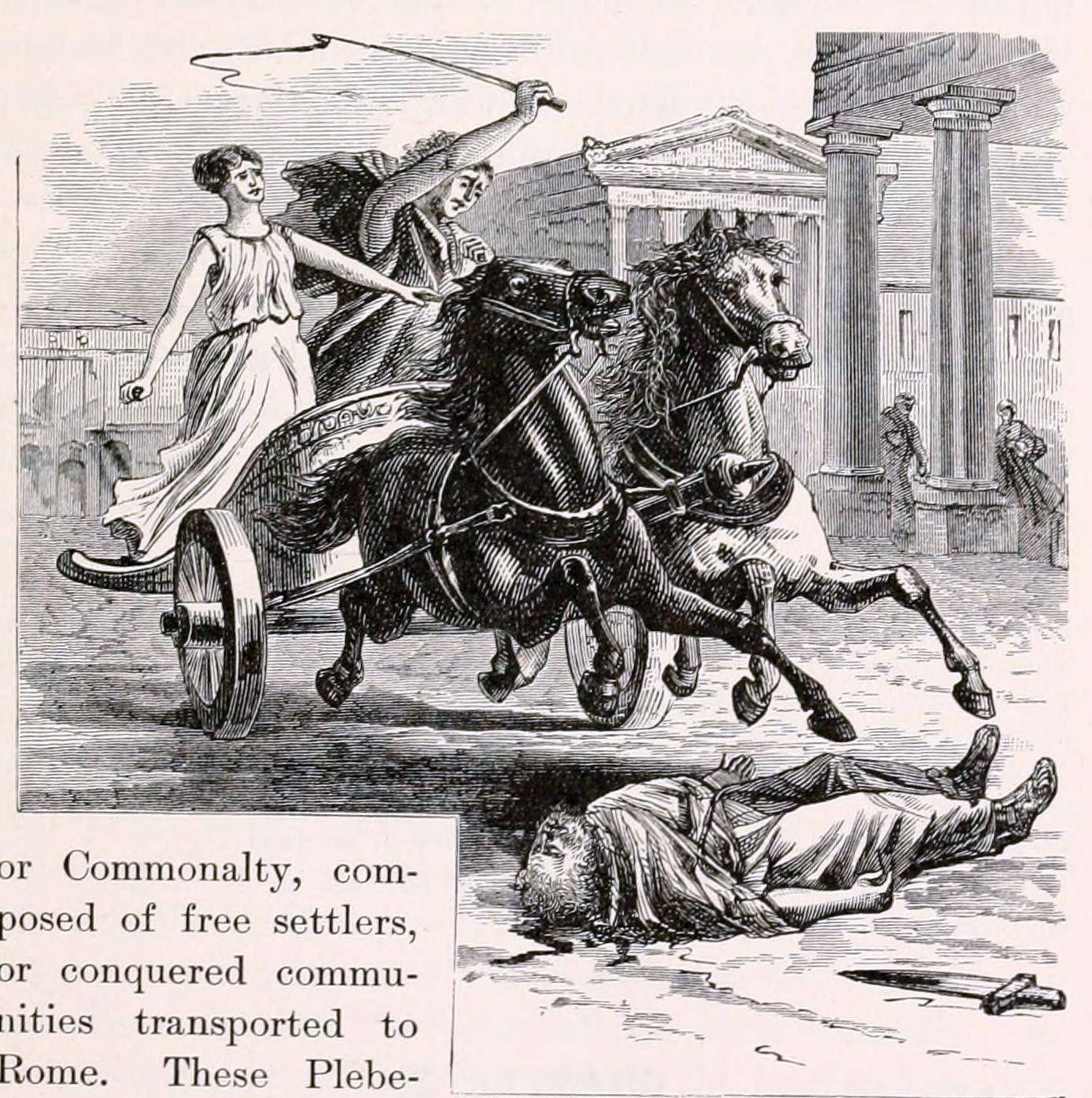
父の遺体を轢くトゥッリア

トゥッリアが夫に王座を狙うよう囁くようになると、ルキウスもその気になって、パトリキの元老院議員達、特に彼の父によって元老院に引き上げられた一族に根回しを始め、彼らに贈り物をしては、仲間内でセルウィウス王を誹った。
こうして元老院での支持者を集めると、ルキウスは護衛を連れて議事堂へと赴き、玉座へ上った。 セルウィウス王は抗議したが、ルキウス・タルクィニウスは彼を議事堂の階段から下へ突き落とし、重傷を負った王は館へ帰ろうとしたがキプリア通りで暗殺者の手にかかった。おそらくトゥッリアが仕組んだ事であろう。 トゥッリアは馬車で議事堂へ駆けつけるとそこで歓呼して夫を王と呼んだが、彼は騒乱を避け家に帰るように言った。トゥッリアはキプリア通りを通ってウルビウスの坂を上りエスクイリーノの丘へ出ようとしたが、その途中父親の無残な遺体が横たわっているのを発見し、狂気に取り憑かれた彼女はそのまま遺体を轢いて通っていった。この彼女の行動が由来となって、この通りは後々まで "スケレラトゥス通り" (悪名または悪行通り)と呼ばれた。 冒涜行為のせいで服には飛び散った血が染み付いたが、トゥッリアはそのまま家へと帰っていった。 タルクィニウス家の守護神はこの惨劇に怒り、その治世は始まりと同じく、ひどい終わり方をすると定めた、とリウィウスは記している。

## 悪評と亡命
ルキウス・ユニウス・ブルトゥスによって率いられた反乱は王政を終わらせ、タルクィニウス王とその家族をローマから追放した。トゥッリアは特に市民から嫌われ、逃亡中に会う人会う人みんなから、彼女の父親の仇とばかりに罵られたという。